# Happiness Therapy
Pour plus de détails, voir Fiche technique et Distribution.
Happiness Therapy — littéralement "La Thérapie du Bonheur" — (Silver Linings Playbook), ou Le Bon Côté des choses au Québec, est un film américain  écrit et réalisé par David O. Russell, sorti en 2012.
Il s'agit de l'adaptation du roman The Silver Linings Playbook (en) de Matthew Quick (en).
Le film a été présenté au Festival international du film de Toronto 2012 et nommé aux Oscars en 2013 dans huit catégories, où il est, 31 ans après Reds de Warren Beatty, le premier film à concourir dans les sept catégories majeures des Oscars (film, réalisateur, acteur, actrice, seconds rôles féminin et masculin, scénario). Happiness Therapy remporte seulement l'Oscar de la meilleure actrice, attribué à Jennifer Lawrence, qui obtient aussi le seul Golden Globe du film comme meilleure actrice dans un film musical ou une comédie.

## Synopsis
Après avoir passé huit mois en hôpital psychiatrique pour soigner sa bipolarité ainsi qu'une dépression, après avoir agressé l'amant de son épouse Nikki, Pat Solitano Jr., professeur d'histoire suppléant dans un lycée ayant tout perdu, se voit contraint de s'installer chez ses parents. Il découvre que son père, sans emploi, est devenu flambeur, afin de gagner de l'argent pour ouvrir un restaurant. Affichant un optimisme à toute épreuve et déterminé à reprendre sa vie en main, Pat veut se réconcilier avec Nikki, qui a obtenu une ordonnance restrictive contre lui après les événements. Pat se voit obligé d'assister à une séance chez un thérapeute imposé par le tribunal et explique à nouveau les raisons de son hospitalisation : rentré tôt de son travail, il avait remarqué des vêtements jetés au sol en entendant My Cherie Amour de Stevie Wonder, la chanson de son mariage, depuis le lecteur CD, et avait surpris sa femme sous la douche avec son amant. Furieux, Pat avait sévèrement frappé ce dernier. 
Malgré cela, Pat ne croit pas au traitement médical pour sa maladie, racontant à son thérapeute sa nouvelle perspective de la vie, résumée par le terme « excelsior ». Dans le cadre de cette vision, il a perdu du poids et essaye de lire les livres qu'enseigne Nikki à ses élèves. Invité à dîner par son ami Ronnie et son épouse Veronica, qui ont gardé des liens avec Nikki, Pat fait la connaissance de Tiffany, la sœur de Veronica, jeune veuve de policier qui vient d'être récemment renvoyée de son emploi après avoir couché avec des collègues. Avec Tiffany, il développe une étrange amitié à travers leur névrose commune et voit une occasion de communiquer avec sa femme à travers elle. Tiffany propose de remettre une lettre à Nikki si Pat accepte d'être son partenaire lors d'un concours de danse. Il accepte à contrecœur et les deux commencent un entraînement rigoureux au cours des semaines suivantes, Pat y voyant une chance de prouver à Nikki qu'il a changé et est devenu un meilleur homme. Quelques jours plus tard, Tiffany donne la réponse dactylographiée de Nikki à Pat, dans laquelle elle fait prudemment des allusions sur la chance d'une possible réconciliation.
Les choses vont bien pour Pat jusqu'à ce que son père lui demande d'aller assister à un match des Eagles de Philadelphie, car il a misé tout son argent, et considère son fils comme un « porte-bonheur ». Pat, ayant demandé à Tiffany du temps libre dans l'entraînement afin d'assister au match, est pris à partie par des supporteurs racistes qui se sont attaqués à son frère et à son psychiatre, venus assister au match, ce qui entraîne une bagarre et une arrestation par la police. De retour à la maison, Pat affronte la colère de son père, furieux car les Eagles ont perdu, puis débarque Tiffany, qui réprimande son partenaire de danse et souligne qu'elle « lit les signes » : les Eagles gagnent leurs matches lorsque Pat et elle restent ensemble. Maintenant convaincu du fait que Pat reste avec la jeune femme est en fait un signe, le père de Pat fait un pari avec son ami : si les Eagles gagnent leur match contre les Cowboys de Dallas et que Pat et Tiffany obtiennent une moyenne d'au moins 5 sur 10 à leur concours, le père de Pat gagnera le double de l'argent qu'il a perdu. Réticent à participer au concours dans ces conditions, Pat s'isole à l'extérieur et relit la lettre de Nikki et remarque qu'elle se réfère également à « lire les signes ». Avec l'aide du père de Pat, Tiffany décide de le convaincre que Nikki sera présente au concours pour le motiver à y participer malgré les paris.
Pat et Tiffany, accompagnés de la famille et d'amis, se rendent à la compétition, mais quand elle découvre que Nikki est présente, Tiffany quitte, désespérée, la salle de bal et commence à boire avec un inconnu. Pat la retrouve afin d'exécuter leur prestation sur la piste de danse, qui commence après que les Eagles ont gagné leur match contre les Cowboys. À la fin de leur prestation, Pat et Tiffany obtiennent finalement une moyenne de 5 sur 10 de la part du jury, à la joie des protagonistes et de leurs proches, sous les regards surpris de la foule. Lorsque Pat s'approche de son épouse afin de lui parler, Tiffany, voyant cela, quitte les lieux. Pat laisse Nikki après une courte conversation. Son père lui dit que Tiffany est partie et lui fait remarquer que cette dernière l'aime, tandis que Pat part la chercher. Il la retrouve et lui remet une lettre qui lui est destinée, admettant qu'il sait qu'elle a écrit la lettre soi-disant écrite par Nikki. Il avoue à Tiffany qu'il l'a aimée dès leur rencontre et s'excuse auprès d'elle du temps qu'il a mis pour le comprendre. Peu après, ils s'embrassent.
Quelque temps plus tard, Tiffany et Pat sont en couple, tandis que le père de ce dernier, grâce à l'argent gagné du pari, a ouvert un restaurant.

## Fiche technique
Sauf indication contraire, les informations mentionnées dans cette section peuvent être confirmées par la base de données cinématographiques IMDb,  présente dans la section « Liens externes ».
- Titre original : Silver Linings Playbook
- Titre français : Happiness Therapy
- Titre québécois : Le Bon Côté des choses
- Réalisation : David O. Russell
- Scénario : David O. Russell, d'après le roman The Silver Linings Playbook.: A Novel de Matthew Quick (en)[1]
- Musique : Danny Elfman
  - Chanson originale Silver Lining écrite par Diane Warren et interprétée par Jessie J
- Décors : Judy Becker (de) (production designer), Jesse Rosenthal (art director)
- Costumes : Mark Bridges
- Direction de la photographie : Masanobu Takayanagi (en)
- Montage : Jay Cassidy, Crispin Struthers
- Son : Tom Nelson
- Production : Bruce Cohen, Donna Gigliotti, Jonathan Gordon
  - Production déléguée : Bradley Cooper, George Parra, Harvey Weinstein, Bob Weinstein, Michelle Raimo Kouyate, Renee Witt
- Sociétés de production : Mirage Enterprises et The Weinstein Company
- Sociétés de distribution : The Weinstein Company (États-Unis), Studiocanal (France)
- Budget : 21 000 000 $[2]
- Pays de production : États-Unis
- Langue originale : anglais
- Format : couleur (Technicolor) — 2,35:1 — 35 mm — son Dolby Digital/Datasat
- Genre : comédie dramatique et romance
- Durée : 122 minutes
- Dates de sortie[3] :
  - Canada : 8 septembre 2012 (Festival de Toronto), 21 novembre 2012
  - États-Unis : 21 novembre 2012 (sortie limitée), 25 décembre 2012 (sortie nationale)
  - France : 30 janvier 2013
- Classification :
  - États-Unis (Classification MPAA) : R (Restricted)[N 2],[4]
  - France (Classification CNC) : tous publics[5]

## Distribution
Sauf indication contraire, les informations mentionnées dans cette section peuvent être confirmées par la base de données cinématographiques IMDb,  présente dans la section « Liens externes ».
- Bradley Cooper (VF : Alexis Victor ; VQ : Patrice Dubois) : Pat Solitano Jr.
- Jennifer Lawrence (VF : Kelly Marot ; VQ : Catherine Brunet) : Tiffany Maxwell
- Robert De Niro (VF : Jacques Frantz ; VQ : Jean-Marie Moncelet) : Patrizio « Pat » Solitano Sr, le père de Pat
- Jacki Weaver (VF : Christine Delaroche ; VQ : Chantal Baril) : Dolores Solitano, la mère de Pat
- Chris Tucker (VF : Serge Faliu ; VQ : Gilbert Lachance) : Danny, ami de Pat à l'hôpital psychiatrique
- Julia Stiles (VF : Dorothée Pousséo ; VQ : Camille Cyr-Desmarais) : Veronica, la sœur de Tiffany
- Dash Mihok (VF : David Krüger ; VQ : Tristan Harvey) : l'agent de police Keogh
- Paul Herman (VF : Michel Ruhl ; VQ : Vincent Davy) : Randy, l'ami de Pat Sr, organisateur des paris
- John Ortiz (VF : Julien Sibre ; VQ : Manuel Tadros) : Ronnie, l'ami de Pat et le mari de Veronica
- Shea Whigham (VF : Loïc Houdré ; VQ : Louis-Philippe Dandenault) : Jake Solitano, le frère de Pat
- Matthew Russell (VF : Gauthier Battoue) : Ricky D'Angelo
- Patsy Meck (VF : Ève Lorach) : Nancy, la proviseur du lycée
- Brea Bee : Nikki Solitano, l'ex-femme de Pat
- Ted Barba : Doug Culpepper, l'amant de Nikki, prof d'histoire au lycée
- Patrick McDade (VF : Marc Brunet) : le père de Tiffany
- Cheryl Williams : la mère de Tiffany
- Phillip Chorba (en) (VF : Jérôme Wiggins) : Jordie
- Anupam Kher (VF : Marc Perez ; VQ : Thiéry Dubé) : le Dr. Cliff Patel, psy de Pat, d'origine indienne
- Bonnie Aarons : Rosalie D'Angelo
- Regency Boies : Regina
- Anthony Lawton : le docteur Timbers
- Maureen Torsney Weir : la plus âgée des deux serveuses
- Jeff Reim : Jeffrey
- Rick Foster : le présentateur du concours de danse

- Version française
  - Société de doublage : Les Studios de Saint-Ouen
  - Direction artistique : Hervé Rey
  - Adaptation des dialogues : Linda Bruno

Sources et légendes : Version française (VF) sur RS Doublage et AlloDoublage ; Version québécoise (VQ) sur Doublage.qc.ca

Acteurs principaux
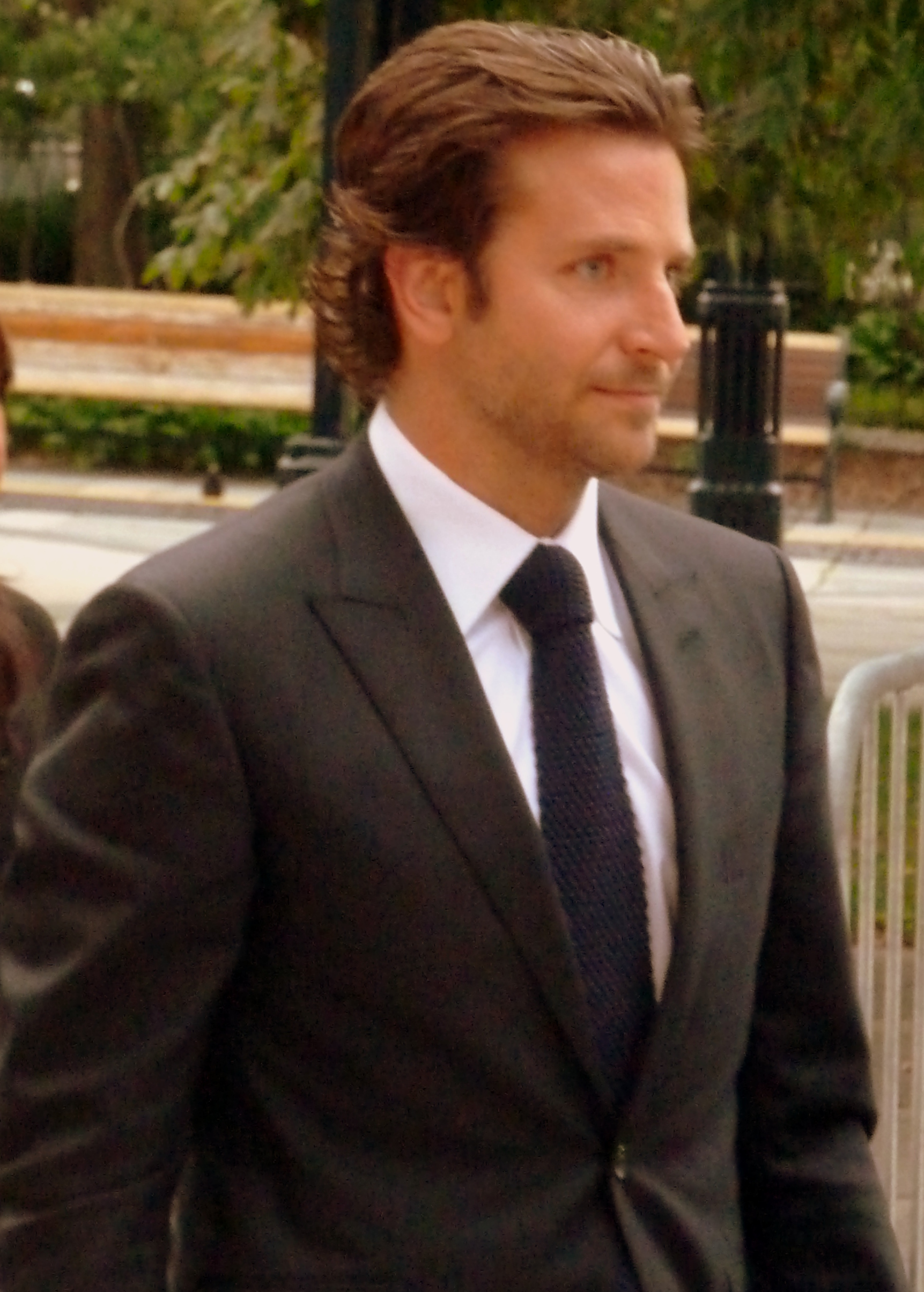
Bradley Cooper.
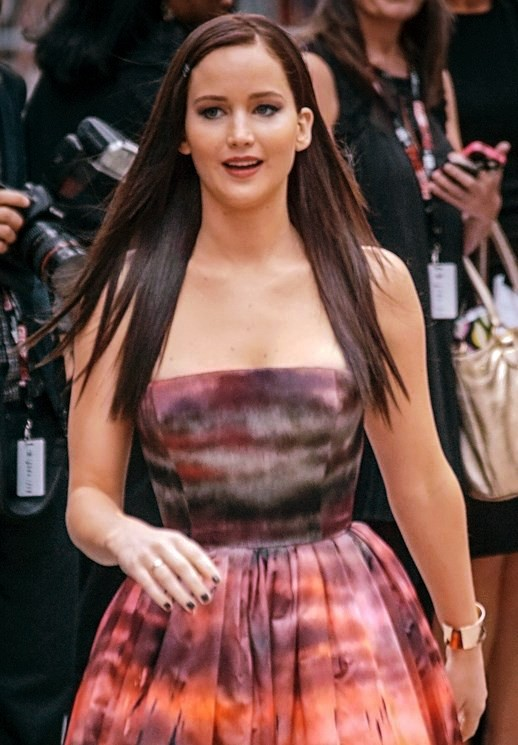
Jennifer Lawrence.
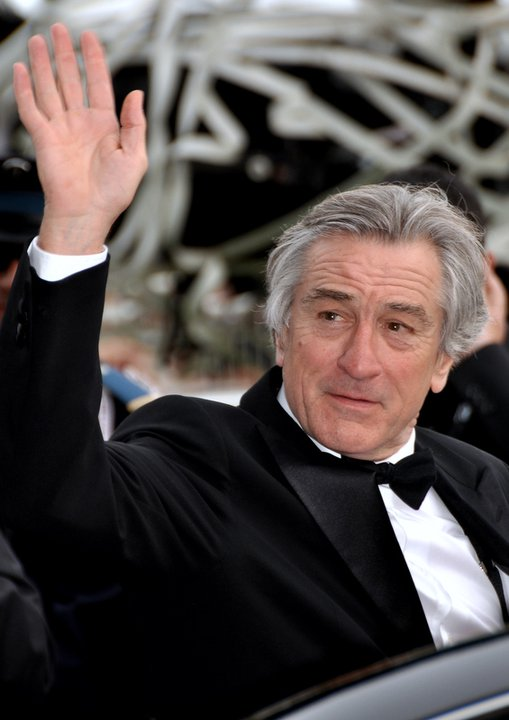
Robert De Niro.
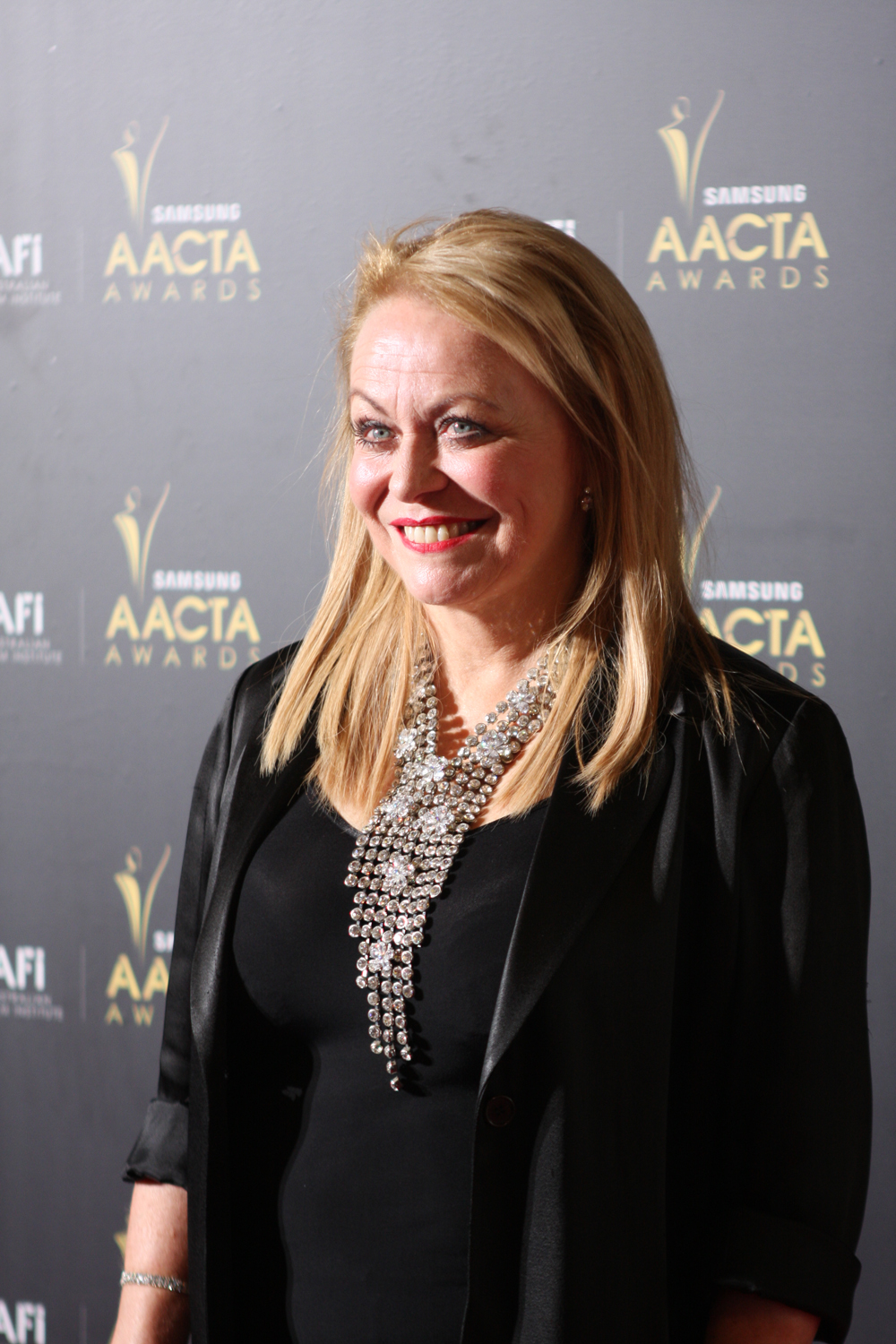
Jacki Weaver.
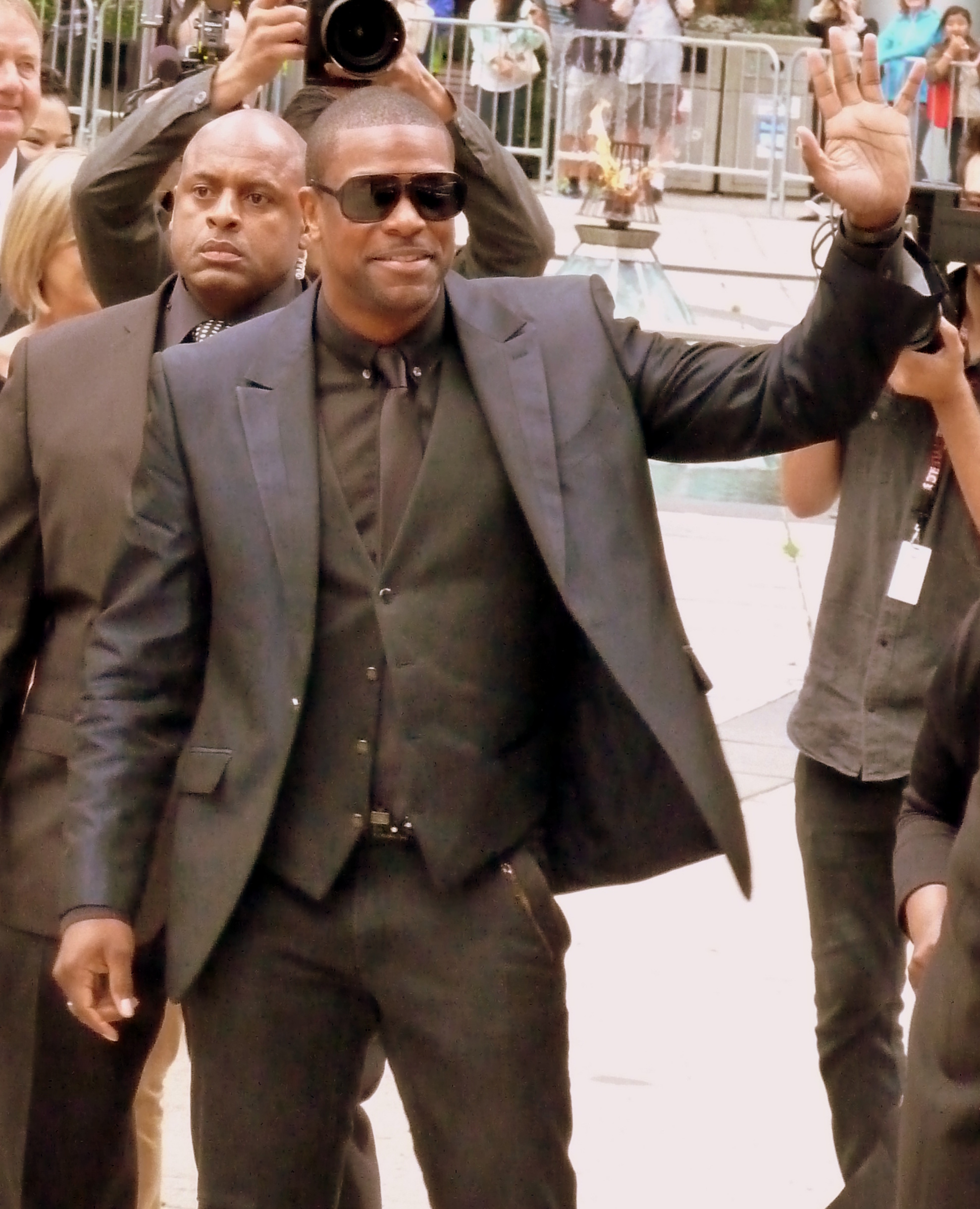
Chris Tucker.
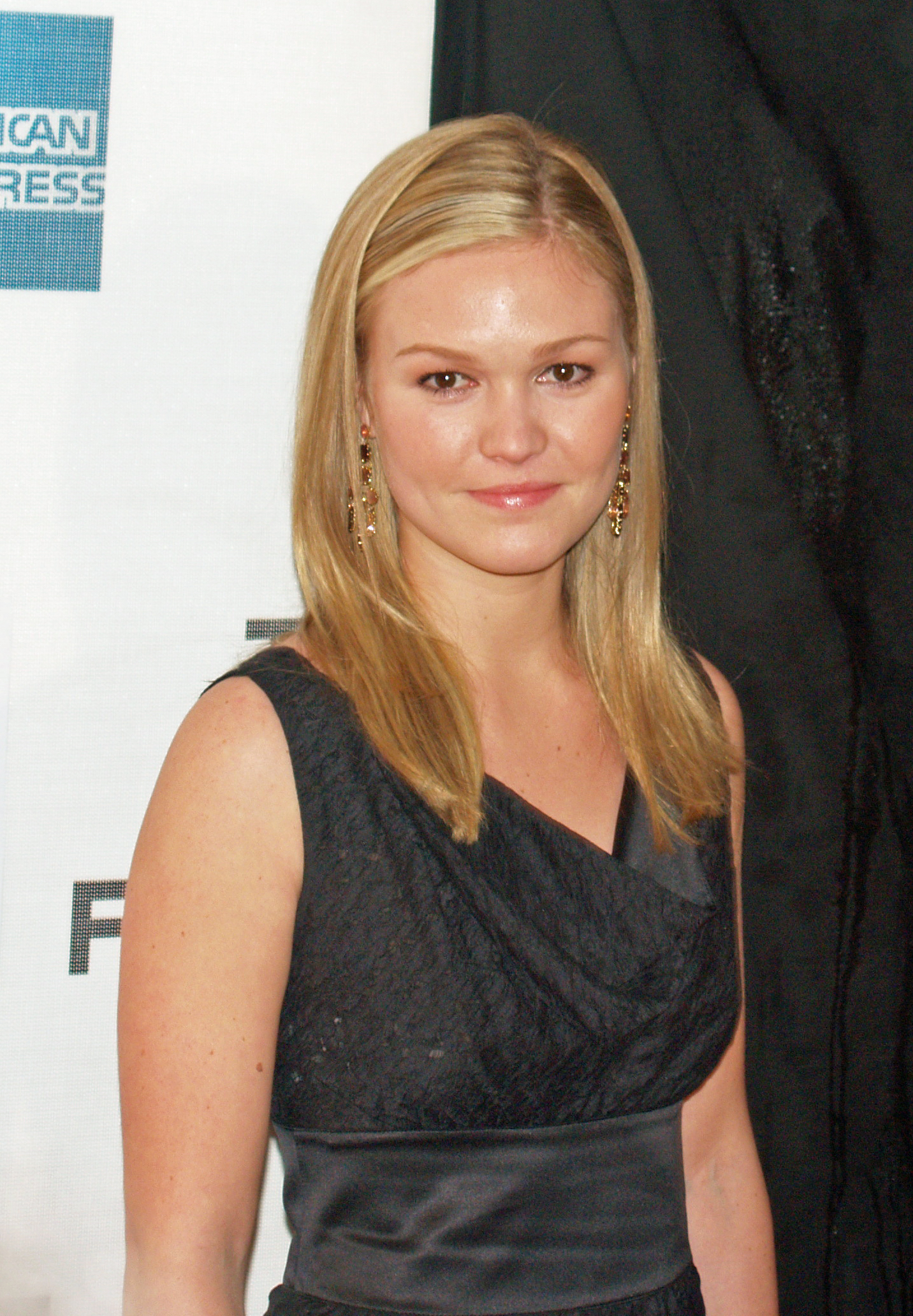
Julia Stiles.
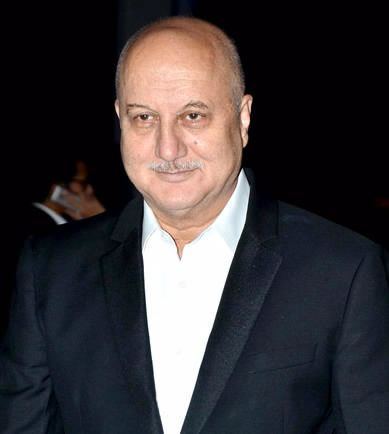
Anupam Kher.

## Production

### Développement
Renee Witt, dirigeante chez The Weinstein Company, convainc Harvey Weinstein de mettre une option sur le livre dont le film est basé avant qu'il ne soit publié,. Sydney Pollack fait découvrir le livre, dont il avait acquis les droits avec Weinstein, à David O. Russell, bien avant que ce dernier ne fasse Fighter. Pollack commença à l'époque, à le développer afin que Russell puisse le diriger et lui dit que l'adaptation cinématographique serait difficile en raison d'un mélange d'histoire d'émotion troublée, d'humour et de romance. Russell estime qu'il a réécrit le script vingt fois en cinq ans. Il a été attiré par l'histoire en raison des relations familiales et de la connexion à sa propre expérience avec son fils, atteint du trouble bipolaire et de trouble obsessionnel compulsif,.

### Casting
Russell avait initialement prévu de faire le film avec Vince Vaughn et Zooey Deschanel, mais est allé tourner Fighter à la place,,. Mark Wahlberg devait travailler une quatrième fois avec Russell, mais a dû abandonner après des retards dans la production, créant un conflit d'emploi du temps, car s'étant engagé sur Broken City. Russell porte son choix sur Bradley Cooper, qui devait déjà tourner sous sa direction dans une adaptation de Orgueil et Préjugés et Zombies car le réalisateur était impressionné par la performance de l'acteur dans Serial noceurs, citant sa « bonne énergie de mauvais garçon » et l'imprévisibilité comme justification de la présence de Cooper. 
Anne Hathaway devait incarner Tiffany Maxwell, mais en raison de sa participation au tournage de The Dark Knight Rises et à des différences créatives avec Russell, elle quitte le projet,. D'autres actrices ont été considérées pour le rôle, telles que Elizabeth Banks, Kirsten Dunst, Angelina Jolie, Blake Lively, Rooney Mara, Rachel McAdams, Andrea Riseborough et Olivia Wilde,,,,. 
Initialement, le réalisateur ne croyait pas que l'âge de Jennifer Lawrence fût approprié pour le rôle,. Il pensait qu'âgée de vingt-et-un ans au moment du tournage, elle était trop jeune pour Cooper, âgé lui de trente-huit ans ; mais son audition le fit changer d'avis, admettant que l'expression dans ses yeux et de son visage était « sans âge »,. Russell compare Lawrence à son personnage, la décrivant comme pleine d'assurance, mais aussi comme l'une des personnes les moins névrotiques qu'il connaisse, avec l'assurance et l'étincelle de vulnérabilité nécessaires pour incarner Tiffany. Le personnage de Tiffany était prévu au départ pour être gothique, Lawrence se teignant les cheveux en noir et faisant des séances de test de maquillage gothique épais, mais Weinstein a désapprouvé. La version finale du personnage demeure souillée mais confiante avec des petites touches gothiques tels que les cheveux noirs et une croix. Spécifiquement pour le rôle, Russell demanda à Lawrence de prendre du poids et de parler dans un registre plus grave,.
Les acteurs et actrices du film ont été « castés » à distance via Skype.
N'ayant aucune expérience de la danse, Lawrence et Cooper se sont fait enseigner en un mois les séquences de danse par Mandy Moore, chorégraphe de l'émission Tu crois que tu sais danser.

### Tournage
Le tournage débute le 3 octobre 2011 en Pennsylvanie, notamment à Philadelphie et dans le comté de Delaware, pour s'achever le 11 décembre 2011,.

## Accueil

### Accueil critique
Happiness Therapy reçoit un accueil largement favorable de la part de la critique : dans les pays anglophones, il obtient 92 % d'avis positifs sur le site Rotten Tomatoes, sur la base de 214 commentaires et une note moyenne de 8.1⁄10 et un score de 81⁄100 sur le site Metacritic, sur la base de 45 commentaires collectés.
En France, il reçoit également un accueil positif de la critique, le site AlloCiné lui donnant une moyenne de 3,5⁄5, à partir de l'interprétation de 24 critiques de presse.

### Box-office
| Pays ou région | Box-office        | Date d'arrêt du box-office | Nombre de semaines |
| -------------- | ----------------- | -------------------------- | ------------------ |
| États-Unis     | 132 092 958 $,    | 6 juin 2013                | 29                 |
| France         | 1 069 359 entrées | 23 avril 2013              | 12                 |
| Monde          | 236 412 453 $     | 6 juin 2013                | -                  |

Distribué aux États-Unis dans dix-sept salles pour son premier week-end d'exploitation, Happiness Therapy démarre à la dix-septième place du box-office américain avec 443 003 $, soit une moyenne de 27 688 $ par salles. En première semaine, le nombre de salles atteint la treizième position, dans une combinaison de 367 salles, et totalise 1 826 098 $ de recettes, pour une moyenne de 4 976 $. La semaine suivante, la fréquentation en salles des spectateurs continue d'augmenter, puisqu'il remonte à la neuvième position du box-office avec 5 823 883 $, soit un pourcentage en hausse de 219 % de ses recettes, pour une moyenne de 15 869 $ par salles.
Bien qu'au cours des trois dernières semaines du film en sortie limitée, la fréquentation du public dans les salles diminue et remonte faiblement, les bénéfices s'élèvent à un total de 18 080 042 $.
Bénéficiant d'une sortie plus large sur le territoire américain la semaine de Noël, voyant augmenter ses salles (allant d'un minimum de 745 salles à un maximum de 2 809 salles) ainsi que sa fréquentation en salles, Happiness Therapy devient rentable, notamment puisqu'en onzième semaine, le film totalise 72 264 558 $. La semaine précédant les Oscars, où il est nommé à huit reprises, le long-métrage atteint le cap des 100 millions de dollars de recettes. Au mois d'avril 2013, le film atteint les 130 millions de dollars de recettes. L'énorme succès du film permet à David O. Russell de dépasser le score de Fighter, son précédent long-métrage, qui totalisait 93 617 009 $ en fin d'exploitation sur le territoire américain. Il permet aussi à Robert De Niro de renouer avec le succès public après les échecs successifs de Being Flynn et Red Lights et le score décevant de Killer Elite au box-office.
En France, où il est distribué dans une combinaison maximale de 279 salles, Happiness Therapy démarre à la quatrième place du box-office, avec 283 208 entrées. Bien que décélérant au fil des semaines, perdant quelques spectateurs, le film atteint le million de spectateurs en septième semaine (1,03 million). Le score permet à David O. Russell d'obtenir son plus grand succès sur le territoire français, devant Les Rois du désert, qui totalisait 835 501 entrées.

## Distinctions
Sauf indication contraire, les informations mentionnées dans cette section peuvent être confirmées par la base de données cinématographiques IMDb,  présente dans la section « Liens externes ».

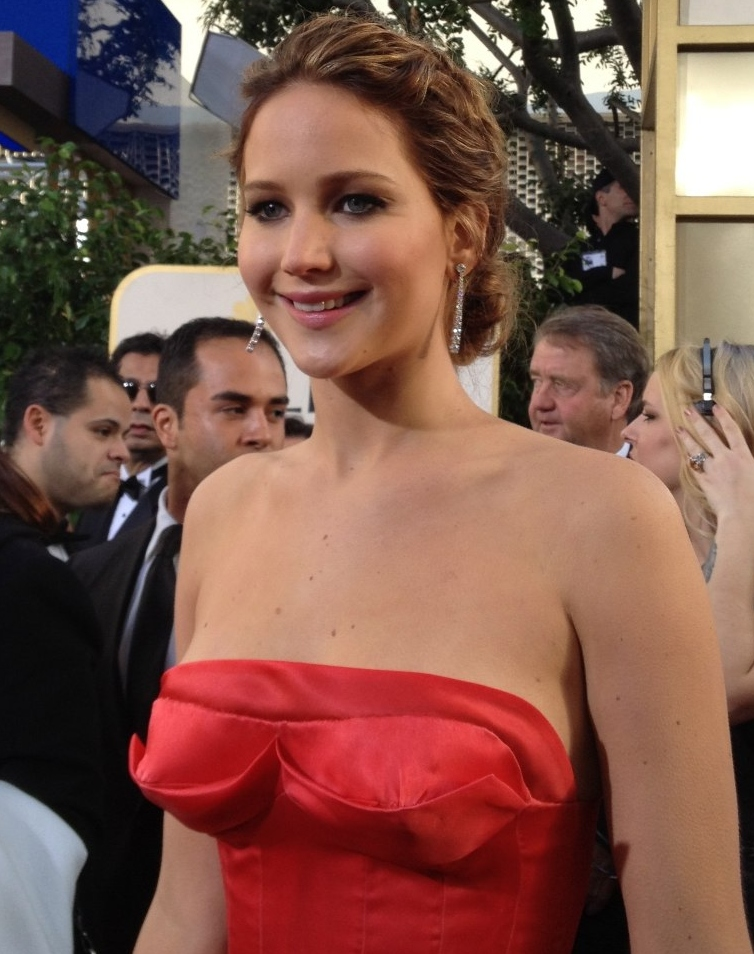
L'actrice principale Jennifer Lawrence lors de la cérémonie des Golden Globes en 2013, où elle est récompensée comme meilleure actrice dans un film musical ou une comédie.

Depuis Reds de Warren Beatty (1981), Happiness Therapy est le premier film à concourir dans les sept catégories majeures des Oscars (meilleur scénario, meilleur réalisateur, meilleur film et les quatre catégories d'interprétation). David O. Russell récidive un an plus tard avec American Bluff.

### Récompenses
- Festival international du film de Toronto 2012 : People's Choice Award (sélection « Gala Presentations »)
- National Board of Review Awards 2012 :
  - Meilleur acteur pour Bradley Cooper
  - Meilleur scénario adapté pour David O. Russell
- Washington D.C. Area Film Critics Association Awards 2012 : meilleur scénario adapté
- Detroit Film Critics Society Awards 2012 :
  - Meilleur film
  - Meilleur réalisateur pour David O. Russell
  - Meilleure actrice pour Jennifer Lawrence
  - Meilleur acteur dans un second rôle pour Robert De Niro
  - Meilleur scénario pour David O. Russell
- St. Louis Film Critics Association Awards 2012 : meilleur scénario adapté pour David O. Russell
- Satellite Awards 2012 :
  - Meilleur film
  - Meilleur réalisateur pour David O. Russell
  - Meilleur acteur pour Bradley Cooper
  - Meilleure actrice pour Jennifer Lawrence
  - Meilleur montage pour Jay Cassidy
- Indiana Film Journalists Association Awards 2012 : meilleur acteur pour Bradley Cooper
- Austin Film Critics Association Awards 2012 : meilleure actrice pour Jennifer Lawrence
- Southeastern Film Critics Association Awards 2012 : meilleure actrice pour Jennifer Lawrence
- Kansas City Film Critics Circle Awards 2012 : meilleure actrice pour Jennifer Lawrence
- Utah Film Critics Association Awards 2012 : meilleure actrice pour Jennifer Lawrence
- Nevada Film Critics Society Awards 2012 : meilleure actrice pour Jennifer Lawrence
- Houston Film Critics Society Awards 2013 : meilleure actrice pour Jennifer Lawrence
- Online Film Critics Society Awards 2013 : meilleure actrice pour Jennifer Lawrence
- Denver Film Critics Society Awards 2013 :
  - Meilleure actrice pour Jennifer Lawrence
  - Meilleur scénario adapté pour David O. Russell
- EDA Awards 2013 : meilleure distribution
- Australian Academy of Cinema and Television Arts Awards 2013 :
  - Meilleur film
  - Meilleur réalisateur pour David O. Russell
  - Meilleur scénario pour David O. Russell
  - Meilleure actrice pour Jennifer Lawrence
  - Meilleur acteur dans un second rôle pour Robert De Niro
  - Meilleure actrice dans un second rôle pour Jacki Weaver
- Golden Globes 2013 : meilleure actrice dans un film musical ou une comédie pour Jennifer Lawrence
- Critics' Choice Movie Awards 2013 :
  - Meilleure comédie
  - Meilleure distribution
  - Meilleure actrice dans une comédie pour Jennifer Lawrence
  - Meilleur acteur dans une comédie pour Bradley Cooper
- Screen Actors Guild Awards 2013 : meilleure actrice dans un premier rôle pour Jennifer Lawrence
- BAFTA Awards 2013 : Meilleur scénario adapté pour David O. Russell
- American Cinema Editors Awards 2013 : meilleur montage du comédie ou d'un film musical pour Jay Cassidy
- Independent Spirit Awards 2013 :
  - Meilleur film
  - Meilleur réalisateur pour David O. Russell
  - Meilleur scénario pour David O. Russell
  - Meilleure actrice pour Jennifer Lawrence
- Oscars 2013 : meilleure actrice pour Jennifer Lawrence
- Casting Society of America Awards 2013 : meilleur casting dans un long métrage de comédie à gros budget pour Mary Vernieu, Lindsay Graham, Diane Heery et Jason Loftus
- Humanitas Prize 2013 : prix du long métrage

### Nominations
- David di Donatello 2013 (it) : meilleur film étranger
- Golden Globes 2013 :
  - Meilleur film musical ou comédie
  - Meilleur scénario pour David O. Russell
  - Meilleur acteur dans un film musical ou une comédie pour Bradley Cooper
- Oscars 2013 : 
  - Meilleur film
  - Meilleur réalisateur pour David O. Russell]
  - Meilleur acteur pour Bradley Cooper
  - Meilleur acteur dans un second rôle pour Robert De Niro
  - Meilleure actrice dans un second rôle pour Jacki Weaver
  - Meilleur scénario adapté pour David O. Russell
  - Meilleur montage pour Jay Cassidy
- Independent Spirit Awards 2013 : meilleur acteur pour Bradley Cooper
- Grammy Awards 2014 : meilleure chanson écrite pour un média visuel pour Diane Warren pour Silver Lining